# Římskokatolická farnost Vlčkovice v Podkrkonoší
Římskokatolická farnost Vlčkovice v Podkrkonoší je územním společenstvím římských katolíků v rámci trutnovského vikariátu královéhradecké diecéze.

## O farnosti

### Historie
Vlčkovický kostel byl postaven na místě původní kaple v letech 1849–1850. Ve 20. století přestal být do farnosti ustanovován sídelní duchovní správce. 

### Současnost
Farnost je spravována ex currendo z farnosti Hořičky v sousedním náchodském vikariátu.
| Kostel            | Místo                   | Bohoslužba         | Bohoslužba | Poznámka     |
| ----------------- | ----------------------- | ------------------ | ---------- | ------------ |
| Kostel sv. Josefa | Vlčkovice v Podkrkonoší | 2. neděle v měsíci | 16.00      | farní kostel |